# René Philippe Kouassi
René Philippe Kouassi, né le 14 décembre 1979 à Adzopé en Côte d'Ivoire, est un archer franco-ivoirien. Il est Champion d'Afrique de tir à l'arc de 2012. Il participe aux Jeux olympiques d'été de 2012 à Londres et de 2016 à Rio mais ne remporte aucune médaille.

## Biographie
René Kouassi naît le 14 décembre 1979, à Adzopé à environ cent kilomètres au nord d’Abidjan. Il est né d'une mère française et d'un père ivoirien. Après le divorce de ses parents, il part en France à 12 ans et vit dans la commune de Montreuil-Juigné près d’Angers, dans l’ouest de la France.
René Kouassi découvre le tir à l'arc à la suite d'un grave accident de voiture en 2008 alors qu'il se rendait à Châteauroux. Gravement blessé, il a dû suivre une longue rééducation. Son médecin lui conseille alors de pratiquer un sport pour muscler son dos. On lui propose la natation ou le tir à l'arc. Ayant déjà pratiqué ce dernier au lycée, il décide de s'y consacrer pleinement. Peu après, le tir à l'arc devient pour lui une thérapie, tant physique que psychologique. Vivant dans la banlieue d'Angers, il obtient alors une licence en tir à l'arc au club local.

## Carrière

### Début de carrière
Il débute en remportant des titres régionaux et progresse aux Championnats de France. En 2011, il participe à une première compétition international, les Championnats du monde de tir à l'arc de Turin en Italie. Il dépasse le minimum requis pour les Jeux olympiques et termine 113e au classement. 
En mars 2012, aux Championnats d'Afrique de tir à l'arc à Rabat au Maroc, il réussit à remporter sa première médaille d'or et obtient le titre de champion d'Afrique de tir à l'arc. Il se qualifie ainsi pour les Jeux olympiques d'été de 2012 à Londres, et devient ainsi le premier archer ivoirien et ouest-africain à participer aux JO.

### Jeux Olympiques de 2012
Lors des Jeux olympiques de 2012 à Londres, René Kouassi représente la Côte d'Ivoire en tir à l'arc. Il participe à l’épreuve individuelle et termine à la 32e place, éliminé par le Français Gaël Prévost pour un score de 6 contre 4. Puis, il est désigné porte-drapeau de la Côte d'Ivoire pour la cérémonie de clôture des Jeux de Londres 2012.

### Olympiques de 2016
René Kouassi participe également aux Jeux olympiques de 2016 de Rio au Brésil, toujours à l'épreuve individuelle. Il termine 33e au classement en s'inclinant face au Français Jean-Charles Valladont. Il est désigné encore une fois porte-drapeau ivoirien lors de la cérémonie de clôture. 
La dernière compétition international à laquelle il prend part remonte à 2019, lors des Jeux Africains de Rabat 2019, au Maroc, du 26 au 30 août 2019. Il y termine à la 17e place.

### Problème de préparation
Le tir à l'arc étant un sport très peu connu en Côte d'Ivoire et considéré comme un sport de riches, la discipline ne bénéficie pas des mêmes moyens financiers que le football. En effet, René Kouassi ne perçoit pas régulièrement ses primes de préparation et de qualification pour les JO. Un autre problème majeur est l'absence d'encadrement adéquat et le manque d'équipement professionnel de base pour un archer.
L'athlète doit donc financer sa préparation par ses propres moyens. Il rencontre rapidement plusieurs problèmes liés au coût financier de sa préparation pour les Jeux Olympiques de 2012 et 2016. Il demande alors de l'aide au ministère des sports ivoirien. Par la suite, il retourne en France pour se préparer aux Jeux Olympiques de 2016,.

## Palmarès
- Championnats d'Afrique de tir à l'arc 2012 à Rabat au Maroc.